# Antonia Laucher

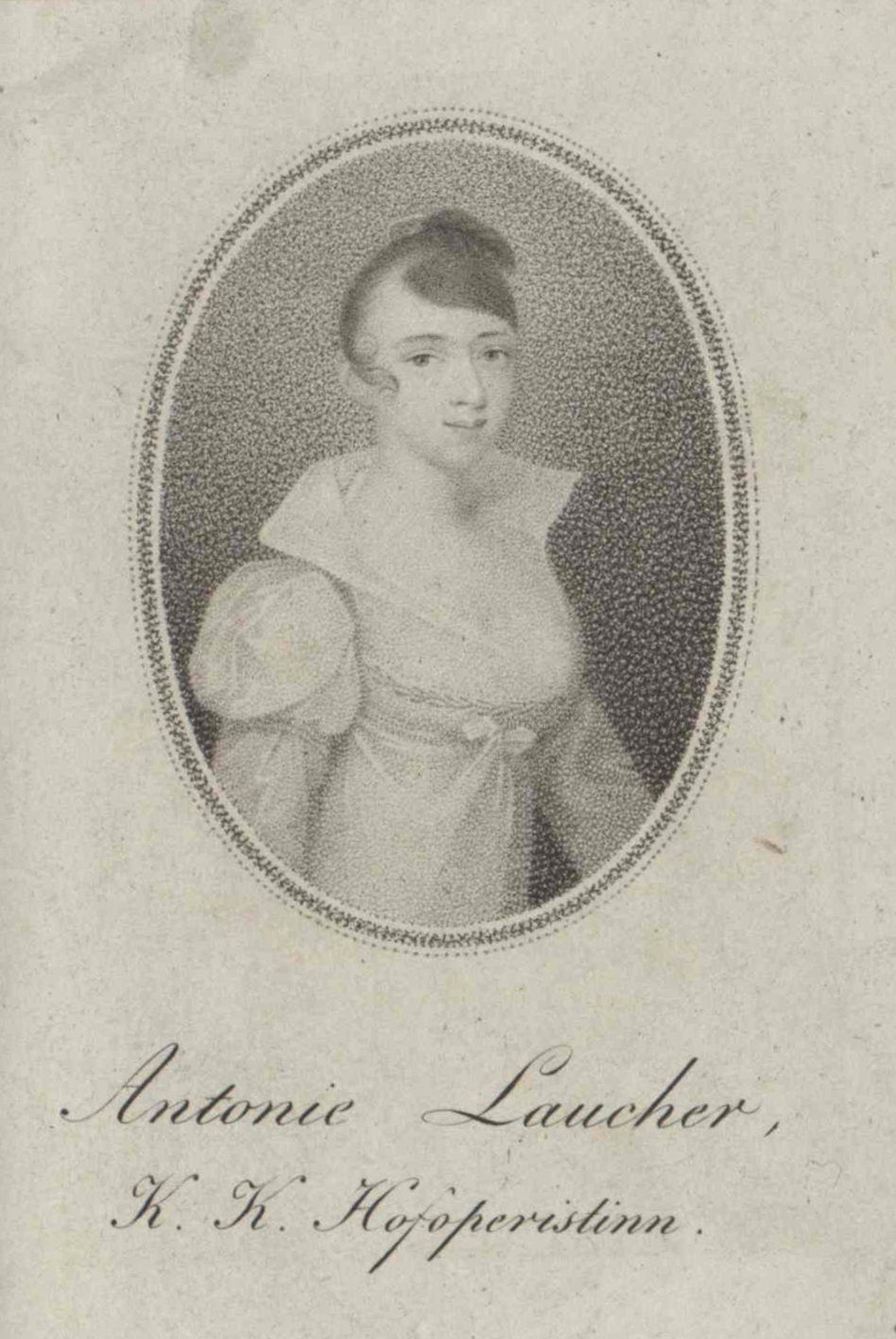
Antonia Laucher vor 1808

Antonia Juliana Laucher (auch Antonie Laucher oder Laucher die ältere; * 20. Juni 1786 in Dillingen an der Donau; † 22. August 1871 in Penzing) war eine deutsche Sopranistin. Die Tochter eines Kirchenmusikers in Dillingen war zunächst in München und danach in Wien als Hofopernsängerin engagiert.

## Leben

### Ausbildung und Karriere als Opernsängerin und kurzzeitig als Schauspielerin
Antonia Laucher war das erste von sechs Kindern des Chorregenten, Komponisten und Musikpädagogen Joseph Anton Laucher und seiner zweiten Ehefrau Maria Kunigunda Laucher, geb. Metzger. Den ersten Gesangsunterricht erhielt sie von ihrem Vater in Dillingen, ihre weitere musikalische Ausbildung bei Johann Baptist Lasser (1751–1805) in München. Dessen Vollständige Anleitung zur Singkunst, sowohl für den Sopran, als auch für den Alt dokumentiert, dass diese Ausbildung außer dem eigentlichen Gesangsunterricht auch praktische und musiktheoretische Unterweisungen umfasste.
Am 6. August 1802 machte sie in der Münchner Hofoper in Franz Xaver Süssmayrs Oper Der Spiegel von Arkadien „[…] mit der Rolle der Philania ihre ersten theatralischen Versuche und mit vielem Glücke.“ Am 4. April 1803 wurde sie mit Dekret des bayerischen Kurfürsten Maximilian Joseph zusammen mit ihrer jüngeren Schwester Cäcilia Laucher ins Ensemble der Münchner Hofoper aufgenommen. Eine Notiz auf den Theaterzetteln der Wiener Hoftheater vom 20. und 21. Dezember 1803 besagt, dass Antonia Laucher von München nach Wien wechselte: „Mlle. Laucher, vom Churfürstlichen Hoftheater in München, ein neu engagiertes Mitglied, wird […] zum erstenmal aufzutreten die Ehre haben.“ Cäcilia Laucher, die mit ihrer älteren Schwester den Lebens- und Berufsweg weitgehend teilte, wurde am 7. Januar 1804 in der Wiener Hofoper angestellt. Fortan bevorzugten die Schwestern die Namensformen „Antonie“ und „Cäcilie“ und wurden in der Presse und auf Theaterzetteln häufig „Laucher die ältere“ und „Laucher die jüngere“ genannt.
In seinen Erinnerungen berichtete Johann Gänsbacher über ein Wohltätigkeitskonzert am 15. November 1804 im Wiener Redoutensaal, bei dem Antonia Laucher mitwirkte, und nahm für sich in Anspruch, Antonia Laucher zwei Jahre lang im Gesang unterrichtet zu haben.
Antonia Lauchers Karriere als Hofopernsängerin und Hofschauspielerin kann anhand von veröffentlichten Theaterzetteln der Wiener Hoftheater und Zeitungsberichten, vor allem in der Wiener Theater-Zeitung (Bäuerles Theaterzeitung), zwischen 1805 und 1822 verfolgt werden, wobei die Theaterzettel die jeweils vorgesehene Aufführung und Besetzung anführen, die Zeitungen dagegen über tatsächlich stattgefundene Aufführungen berichten.
Joseph Carl Rosenbaum (1770–1829) – Ehemann der Hofopernsängerin Therese Rosenbaum, geborene Gaßmann – verkehrte in der Theaterwelt Wiens und hatte regen Umgang mit den Laucherschwestern. In seinem Tagebuch erwähnte er Antonia Laucher zwischen dem 21. September 1803 und dem 14. November 1822 über 130-mal und hielt dabei etwa zu gleichen Teilen private und dienstliche Belange fest. So notierte er, dass Antonia Laucher am 23. April 1807 „wegen Rheumatismus“ und am 8. Juni 1808 „wegen ihrer Schwangerschaft“ nicht habe spielen können. Am 15. Juni sei sie abgereist und nach der Entbindung erstmals wieder am 12. November 1808 aufgetreten. Über die Identität von Vater und Kind ist nichts bekannt. Weiter unten angeführte Dokumente von 1825 und 1831 und deren Auswertung in der Nestroy-Literatur legen nahe, dass Antonia Laucher zwischen dieser Geburt und etwa 1816/1817 zwei weitere Kinder zur Welt gebracht hat. In dieser Zeit blieb sie allerdings ledig. Mit einer Heirat hätte sie ihre eigenständige Rechtsstellung verloren und hätte befürchten müssen, nicht mehr auf Theaterbühnen auftreten zu können. Es wären ihr dann nur Konzertauftritte geblieben.
Auch Antonia Lauchers Schwester Cäcilia bekam ein uneheliches Kind. Antonia Laucher war Patin, als das Mädchen – Johann Nestroys spätere Lebensgefährtin Marie Weiler – am 13. November 1809 in Wien in St. Rochus auf die Namen Maria Antonia Cäcilia getauft wurde.
Von Anfang Januar 1815 bis zum 28. September 1815 war „Demoiselle Laucher“ nicht engagiert. Während ihr Abgang im Januar in Bäuerles Theaterzeitung nur kommentarlos gemeldet wurde, wurde ihr erneutes Debüt im September als Agnes Sorel eingehend gewürdigt: „Ihre meisterliche Darstellung dieses Charakters ist bekannt. Schon laͤngst hat ihr fein nuͤanciertes Spiel den Preis erhalten. Ihre Stimme scheint […] an Ton und Staͤrke zugenommen zu haben, sie wurde enthusiatisch hervorgerufen.“

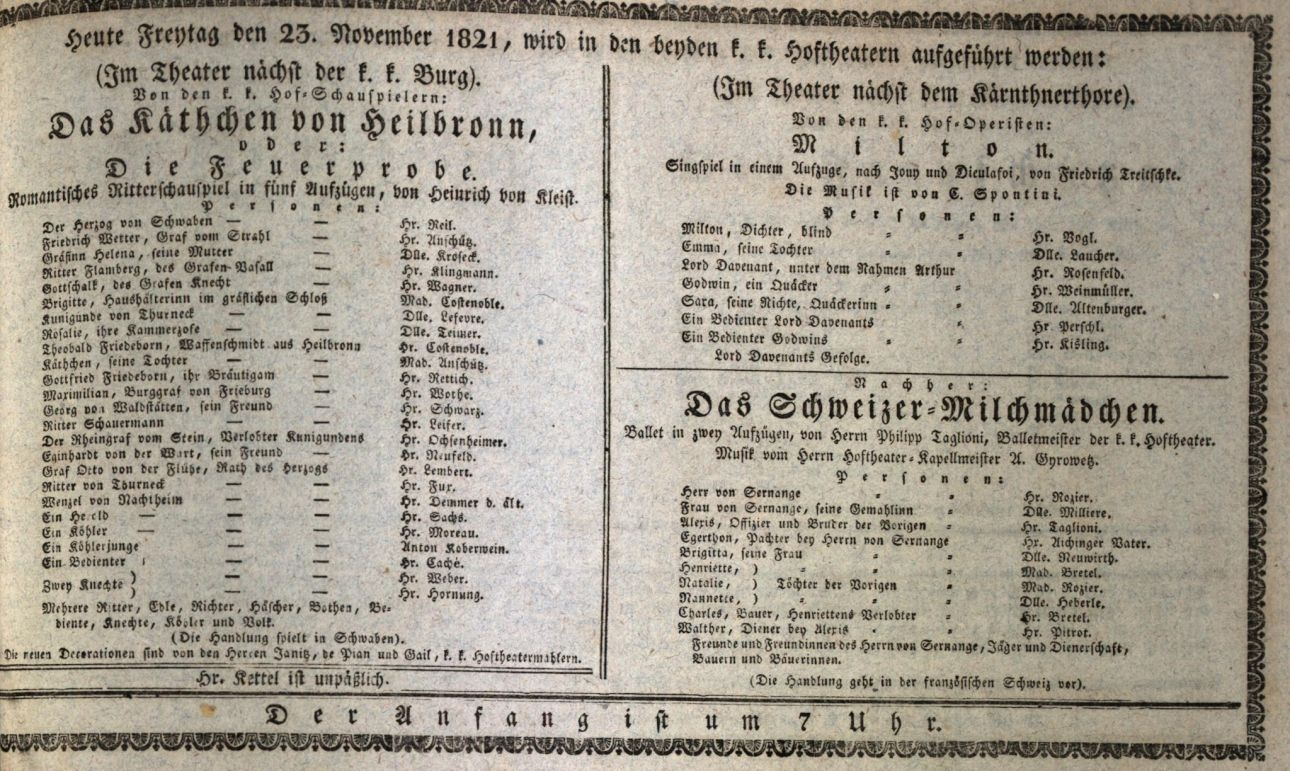
Antonia Lauchers letzter Auftritt als k. k. Hof-Operistin in Wien

Am 30. November 1821 ging Antonia Lauchers Karriere als Hofopernsängerin zu Ende. Die beim Publikum beliebte Sängerin geriet in die Kündigungs- und Pensionierungswelle, die einige altgediente Mitglieder des bisherigen Ensembles erfasste, als Domenico Barbaja das Theater nächst dem Kärnthnerthore pachtete. Zu Antonia Lauchers Pensionierung hatten auch stimmliche Probleme beigetragen. „[D]urch eine nicht beachtete kleine Verkühlung [hatte sie] ihre schöne Stimme (besonders in der Höhe) frühzeitig eingebüßt.“ Dass ihre Stimme gelitten habe, wurde auch in Kritiken aus den Jahren 1809 und 1813 bedauert. In der Allgemeinen musikalischen Zeitung vom 25. Januar 1809 heißt es dazu: „Bey Dem. Laucher d. ält. (Iphigenie) ist zu bedauern, dass sie ihre sonst so angenehme Stimme immer mehr zu verlieren scheint.“ In der Wiener Theaterzeitung vom 16. September 1813 steht: „Schade, daß Demoiselle L a u c h e r an ihrer Höhe schon so viel verloren hat, denn fis, g, a klingen in der zweistimmigen 8tave sehr gezwungen. Als Opernsängerinn besitzt sie ein schönes Spiel, was aber zum Schauspiel nicht paßen dürfte.“

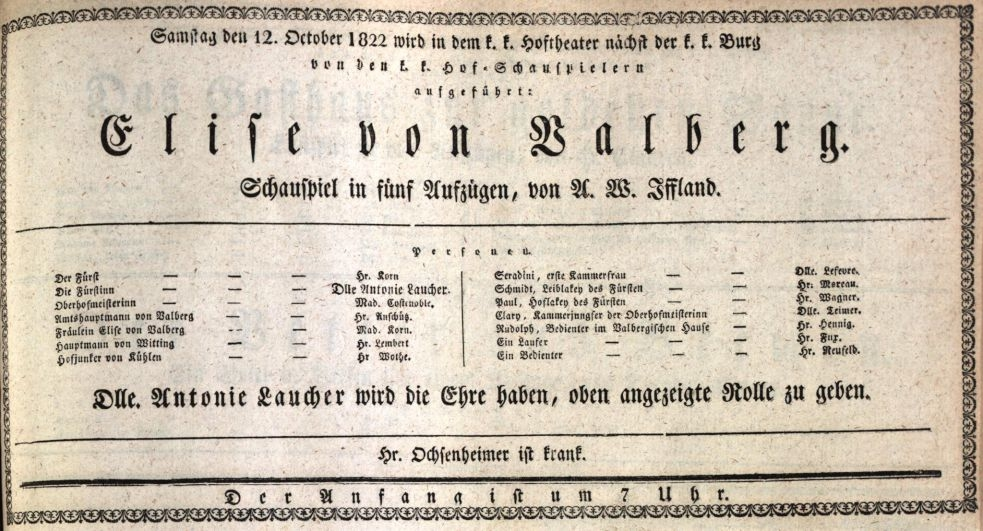
Antonia Lauchers erster Auftritt als k. k. Hof-Schauspielerin in Wien

Am 12. Oktober 1822 debütierte Antonia Laucher als Hofschauspielerin. Joseph Carl Rosenbaum vermerkte dazu: „Die Laucher war zu eintönig, sprach zu hoch; wurde zwar vorgerufen, machte aber kein Glück. Sprach von Teilnahme auf ihrer vorigen Bahn, versprach allen Fleiß, etc.“ In dieser Zeit wohnte sie im Eckhaus Neuer Markt/Klostergasse 1055, neben der Kapuzinerkirche. Zwar bekam sie ein Dekret als Hofschauspielerin, doch erreichte es der Direktor des Theaters nächst der k. k. Burg, die endgültige Anstellung aus fiskalischen und künstlerischen Gründen zu verhindern. Antonia Laucher wich daher zunächst nach Graz aus, wo sie einige Gastspiele gab. Im Mai 1823 erneuerte sie ihr Gesuch um Anstellung als Hofschauspielerin, „[d]a Unterzeichnete mit dem bisher bewilligten Quiescienten-Gehalt unmöglich leben kann“. Für den Fall des Scheiterns bat sie darum, ihre Pension in Bayern ausgezahlt zu bekommen, weil sie der Überzeugung war, dass sie dort noch einige Engagements erhalten könne, „welche ihr als Beyhülfe zur Pension dann gewiß den nothwenidgen Unterhalt verschaffen würden“. Letzteres wurde ihr bewilligt. Sie blieb aber dennoch weiterhin ohne Anstellung in Wien.

### Leben nach der Bühnenkarriere, familiäre Verhältnisse
Für eine nach ihrer Bühnenkarriere geplante „Heirat mit H. Grafen Colloredo“, die aber nicht zustande kam, wurde ihr im Sommer 1824 vom Dillinger Pfarramt ein Taufzeugnis ausgestellt. 1825 wurden Antonia Laucher und ihre als „Handelmannswittwe Weiler“ bezeichnete Schwester Cäcilia Laucher zusammen mit drei Kindern auf einem Konskriptionsbogen des um 1819 neu errichteten Miets- und Geschäftshauses Stadt 322 als Bewohner aufgeführt. Bei den Kindern handelt es sich um Cäcilia Lauchers (Weilers) Tochter Maria (Marie) Weiler und um Antonia Lauchers Sohn Alexander, der hier mit dem Nachnamen „Woina“ als 1817 geboren aufgelistet und 1825 im [Regiments-Knaben-]„Erziehungshaus zu Korneuburg“ ausgebildet wurde. Vorher war er wie Ludwig van Beethovens Neffe Karl in Joseph Blöchlingers Erziehungs-Institut untergebracht, wo er sich – laut einer Notiz in einem Konversationsheft Ludwig van Beethovens – „Woyna“ nannte, „weil seine Mutter ihn mit dem Grafen Woyna erzeugt hat“. Dort wurde auch vermerkt, der Graf sei mit ihr vermählt, „doch nicht öffentlich“, wofür es bisher keinerlei Nachweise gibt. Bei dem genannten Graf Woyna kann es sich um den 1807 bei Rosenbaum erwähnten, sangesfreudigen Felix Graf Woyna (1788–1857) oder dessen Bruder Moriz Graf Woyna (1784–1839) gehandelt haben. „Woyna – Geliebter von der Laucher“ schrieb Rosenbaum 1812 in sein Tagebuch, ohne einen der beiden genau zu benennen. Das dritte Kind auf dem Konskriptionsbogen, Maria Laucher, wird „Nichte der obigen“ genannt, was heißen kann, dass diese Maria als Nichte Cäcilia Lauchers (Weilers) ein weiteres Kind Antonia Lauchers war.
Antonia Lauchers Verbundenheit mit der Familie ihrer Schwester zeigte sich auch, als sie bei der Taufe von Karl Johann Anton, dem am 3. Oktober 1831 geborenen, ersten gemeinsamen Sohn von Marie Weiler, ihrer Nichte, und Johann Nestroy, als Patin fungierte. Das Kind kam in der Wohnung der Eltern im nachmaligen Alland'schen Stiftungshaus, heute Wien 1 Spiegelgasse 7/Seilergasse 8, damals Stadt 1090, zur Welt. Dort soll sich 1831 auch Antonia Laucher mit ihrem um 1816 geborenen Sohn Alexander, der inzwischen Kadett beim 3. Jägerbataillon geworden war, und ihrem „Pflegesohn Adolf Wagner (geb. 1809)“, dessen Identität ungeklärt ist, aufgehalten haben.

### Heirat, Witwenstand und Tod
Am 16. Februar 1832 heiratete die 45-jährige Antonia Laucher den um 13 Jahre jüngeren Gabriel Edlen von Nespern, Sohn des im Jahr 1787 geadelten Hofrats und ehemaligen Direktors des Wiener Aerarial-Frachtamtes, Ferdinand von Nespern. Das Ehepaar wohnte laut Trauregister in der Himmelpfortgasse 966.
Am 30. November 1836 bat Antonia von Nespern die Direktion des Theaters nächst der k. k. Burg um eine Freikarte für die Vorstellungen an dieser Bühne. Als Gründe führte sie ihre vieljährige Anstellung als Hofoperistin, ihr „in Händen habendes Decret“ zur Anstellung als Hofschauspielerin und die besonderen Verhältnisse beim Scheitern dieser Anstellung an. Ihre Pension sei „so mäßiger Art, daß [ihr] die Auslage für das Vergnügen eines Theaters […] schmerzlich fallen“ müsse.
Gabriel von Nespern starb am 16. April 1839 als „Privatier verehelicht“ im Bezirk Landstraße, Haus No. 324, an „Lungensucht“. 1845 beantragte die Witwe eine Pensionszulage. Zu ihrer kleinen Pension von 700 fl. bekam sie daraufhin einen Unterstützungsbeitrag von 312 fl.
Im Alter wohnte Antonia Laucher als „Antonia Edle v[on] Nespern, p[ensionierte] Hofopernsängerin“ nachweislich von 1859 bis 1870 am westlichen Rand von Hietzing im Haus Nr. 230 – „in stiller Zurückgezogenheit von nur wenigen gekannt, von den meisten schon vergessen, nur ihrer Erinnerung lebend“.
Am 22. August 1871 um 2 Uhr morgens starb „Antonia Edle von Nespern, geborene Laucher, pens. k. k. Hofopernsängerin, Witwe, geb: von Dillingen in Baiern“ in Penzing in der „Hietzingergaße No. 17“ im Alter von 85 Jahren an „Entartung der Unterleibsorgane“.

## Wirken

### Erfolgreiche und beliebte Opernsängerin mit großem Repertoire

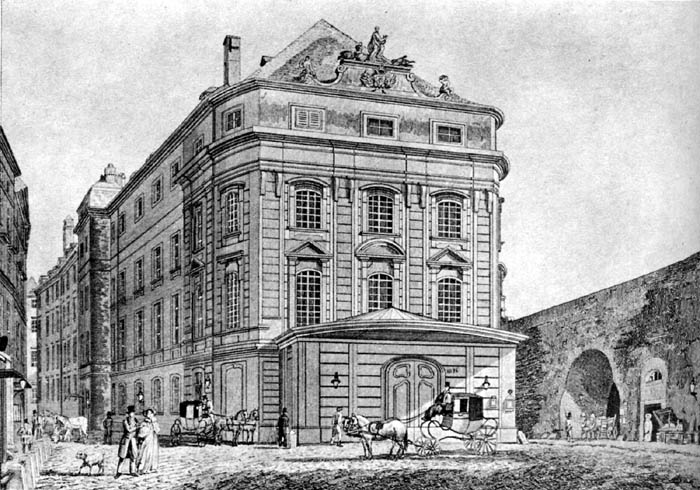
Das Theater nächst dem Kärnthnerthore zu Antonia Lauchers Lebzeiten

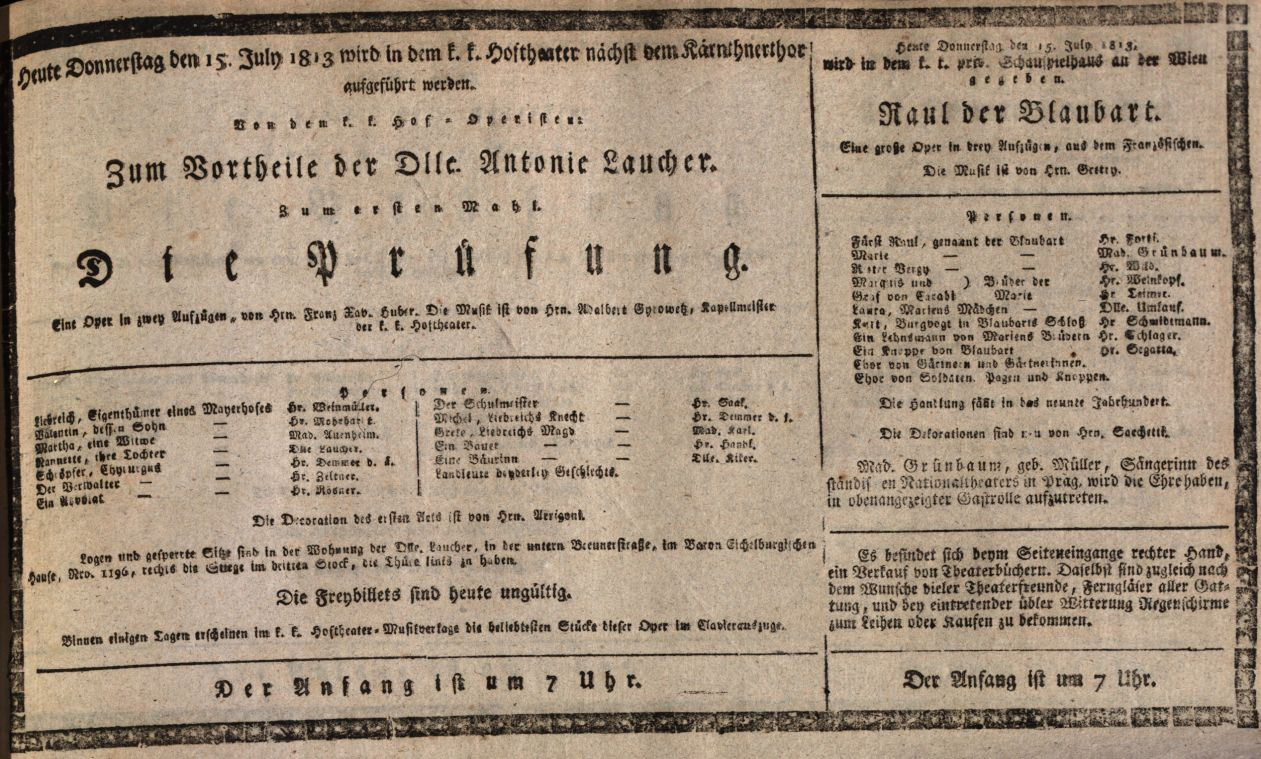
Die Prüfung von Adalbert Gyrowetz; „Zum Vortheile der Dlle. Antonie Laucher. Zum ersten Mahl.“

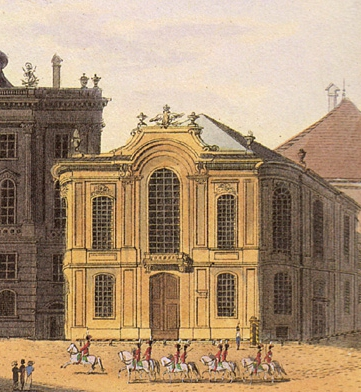
Das Theater nächst der k. k. Burg

Nach Auftritten in München, wo sie durch die Vereinigung von „liebliche[m] Gesang mit viel Anlage zur Schauspielkunst“ auffiel, fasste Antonia Laucher im Jahr 1803 in Wien im Theater nächst dem Kärnthnerthore und im Theater nächst der k. k. Burg Fuß, an denen damals Gesangs- und Sprechauführungen stattfanden. Sie wurde mit 4000 fl. Jahresgehalt „als erste jugendliche Liebhaberin angestellt, mit einem Spielhonorar von 50 fl. für italienische und 20 fl. für deutsche Opern. Auch gestattete man ihr statt der damals üblichen 14-tägigen Ferien einen Monat Urlaub“.
Ihr Wiener Debüt gab sie am 20. Dezember 1803 in einer Neuproduktion von Mozarts Don Juan in der Rolle der Zerline. Es folgten bis Ende 1821 über 70 weitere Rollen. Neben der Zerline sang sie bei vielen Vorstellungen die Agnes Sorel in der Oper gleichen Namens von Adalbert Gyrowetz, die Julie in Mädchentreue, wie Così fan tutte damals genannt wurde, die Emmeline in Die Schweizer Familie von Joseph Weigl, die Prinzessin von Navarra in Johann von Paris von François-Adrien Boieldieu, die Marie in Der Augenarzt und die Nanette in Robert oder, Die Prüfung, beide von Gyrowetz. Bei der Uraufführung der Prüfung am Donnerstag, dem 15. Juli 1813, und vielen Wiederholungen sang sie den weiblichen Hauptpart. „Dieser Oper hat Beethoven den größten Beifall ertheilt, und jeder Aufführung davon beigewohnt.“

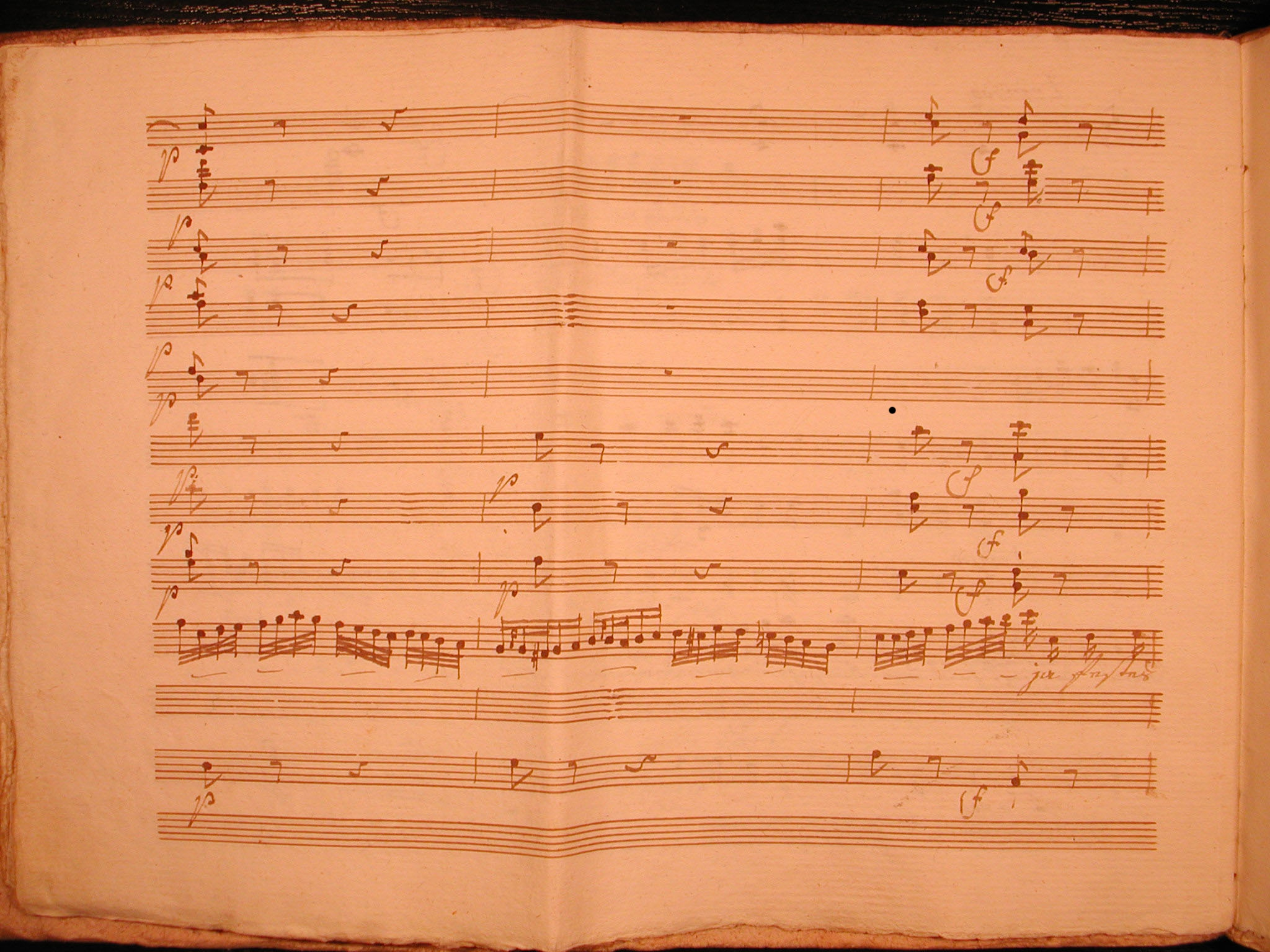
Koloratur aus der Cavatina der Agnes auf das Wort „Band“. Neben solchen Koloraturen verlangte die Partie aber auch einen „sanftweichen, elegischen Gesang“, der Antonia Lauchers Hauptstärke war.

Besonders gefeiert wurde Antonia Laucher als Agnes Sorel bei einer Vorstellung am 5. Februar 1807, in der auch Cäcilia Laucher in einer Hosenrolle mitwirkte:

„Auszug eines Schreibens aus Wien, den 6. Febr.
Der berühmte hiesige Kapellmeister Gyrowez hat eine vortreffliche Oper, Agnes Sorel, komponirt, in welcher sich Mademoiselle Laucher, der Liebling des hiesigen Publikums, als Agnes durch ihren reizenden Gesang, gewandtes, treffendes Spiel, und meisterhafte Deklamation so auszeichnet, daß bey der dritten Vorstellung eine Menge zu ihrem Ruhm komponierte Sinngedichte ausgeworfen wurden. Die Natur scheint die Demoiselle Laucher zu der Rolle der edeln, sanften, reizenden Sorel gleichsam geschaffen zu haben. Von dieser sagt Voltaire: Nie sey ein Weib vollendeter gewesen, als sie. Der Behauptung des Franzosen stimmt Jeder mit Vergnügen bey, sobald er die vortreffliche Laucher jene Rolle spielen sieht.“

Johann Friedrich Reichardt, der am 11. März 1809 eine Aufführung der Agnes Sorel besucht hatte, schrieb in seinen Vertrauten Briefen dagegen zwar anerkennend, aber auch kritisch: „Demoiselle Laucher […] spielte mit ausnehmender Anmut und Grazie, und sang die gefällige, ihrer etwas schwachen Stimme von geringem Umfange angemessene Musik auch sehr hübsch und lieblich.“
Wie von Reichardt bemerkt und bereits weiter oben ausgeführt, hatte Antonia Laucher im Laufe der Jahre immer größer werdende Schwierigkeiten mit hohen Partien. Folgerichtig wurde sie auch für Altpartien eingesetzt. So sang sie am 3. November 1818 bei einer Aufführung zum Namenstag der Kaiserin in der Zauberflöte die Dritte Dame. In der Allgemeinen musikalischen Zeitung hieß es dazu: „Die drey Damen […] waren trefflich einstudiert; […] Die Altstimme der Dlle. Laucher wirkte ausgezeichnet gut.“ Auch am 17. September 1821, etwa zwei Monate vor ihrer Pensionierung, trat sie im Theater nächst dem Kärnthnerthore als Dritte Dame auf. Ihre letzte Rolle war dort am 23. November 1821 die Emma in Gaspare Spontinis Milton.

### Auftritte bei Akademien und Abendunterhaltungen
Wie auch andere Ensemblemitglieder der Hoftheater wirkte Antonia Laucher bei großen musikalischen Akademien und musikalisch-deklamatorischen Abendunterhaltungen mit, die in den Hoftheatern abgehalten wurden. Der Erlös ging meist an Bedürftige. Antonia Lauchers Beiträge reichten von einzelnen Arien und der Mitwirkung in Ensemblevorträgen bis zu Partien in großen Oratorien wie Joseph Haydns Die Schöpfung und Die Jahreszeiten sowie Georg Friedrich Händels Judas Maccabaeus.

### Zusammenwirken mit berühmten Sängerinnen und Sängern

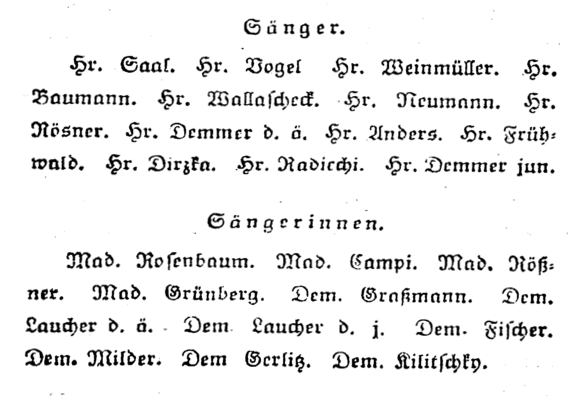
Antonia und Cäcilia Laucher im Ensemble des Theaters am Kärnthnerthore 1811

Antonia Laucher stand zusammen mit berühmten Sängern wie dem Schubert-Vertrauten Johann Michael Vogl und dem Bassisten Carl Friedrich Weinmüller, der von ihrem Vater in Dillingen unterrichtet worden war, sowie mit Sängerinnen wie der Sopranistin Elisabeth Röckel und der hochverehrten Anna Milder auf der Opernbühne. In einer zeitgenössischen Kritik wurde hervorgehoben, dass sie als Iphigenie neben „Demois. Milder“ als Klytemnestra nicht übersehen werden dürfe. Darum sei es „Pflicht, besonders die Wahrheit der Empfindung zu rühmen, die ihrem Gesange, wie ihrem Spiele unwiderstehliche Reize“ gebe. Eine Besonderheit stellt der gemeinsame Auftritt der beiden Sängerinnen in Mozarts Zauberflöte in der Opernsaison 1812/1813 dar: Anna Milder sang den Tamino, Antonia Laucher die Pamina. Ignaz Franz von Mosel berücksichtigte bei der Komposition seiner am 5. März 1813 im Theater nächst dem Kärnthnerthore uraufgeführten Oper Salem die stimmlichen Fähigkeiten von Anna Milder und Antonia Laucher. Das kam vor allem in einem beifällig aufgenommenen Duett der beiden zum Tragen, das Antonia Lauchers begrenzte Stimmlage wirkungsvoll einsetzte.

### Auftritte in Wien außerhalb der Hoftheater

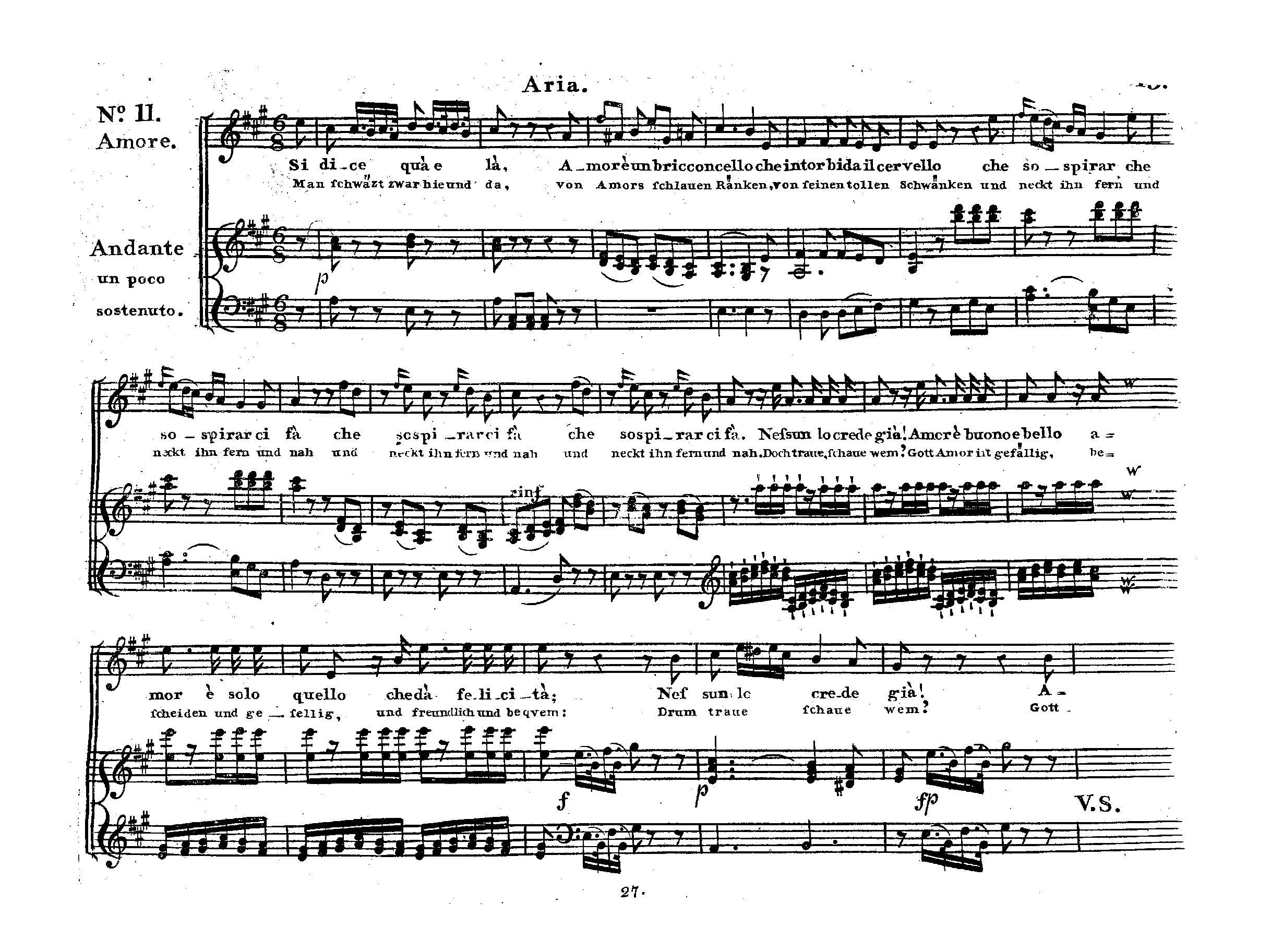
Arie Nr. 11 des Amor aus Baum der Diana (L'arbore di Diana) von Vicente Martín y Soler (Klavierauszug), in Schönbrunn in deutscher Fassung aufgeführt.

Antonia Laucher und ihre Schwester Cäcilia traten nicht nur in den Hoftheatern am Kärntnerthor und an der Burg auf, sondern auch in den Palais der Fürsten Schwarzenberg und Lobkowitz, der Hauptmäzene Beethovens. So sang Antonia Laucher im Jahr 1809 im Beisein Beethovens, weiterer Komponisten und „der feinsten Kenner Wiens“ bei der konzertanten Uraufführung von Johann Friedrich Reichardts Oper Bradamante im Palais Lobkowitz neben Anna Milder eine der Hauptrollen, wobei der Fürst bei einigen Musiknummern selbst mitsang. Große Beachtung fand bei den Zeitgenossen Antonia Lauchers, dass sich Kaiser Napoleon I. am 20. Oktober 1809 nach einer Aufführung der Oper Baum der Diana von Vicente Martín y Soler, die ihm zu Ehren im Schlosstheater Schönbrunn stattfand, mit ihr längere Zeit unterhalten hatte. Antonia Laucher hatte die Rolle des Amors gesungen. Am 15. Dezember 1811 sang sie neben Johann Michael Vogl bei einer Totenfeier zu Ehren Heinrich Joseph von Collins im Wiener Universitätssaal eine der Solostimmen in einer von Moritz von Dietrichstein nach einem Text von Caroline Pichler komponierten Klage auf den Tod H. J. Edlen von Collin.

### Auftritte in Salzburg und Brünn
In Salzburg wirkten Antonia und Cäcilia Laucher zwischen 1805 und 1808 teils zusammen, teils einzeln bei Akademien mit, so Antonia in Joseph Haydns Oratorien und Cäcilia in Johann Nepomuk Hummels Kantate Endimione e Diana. Während ihres Engagements an den Hoftheatern war Antonia Laucher auch an Theatern außerhalb Wiens zu Gastspielen eingeladen, beispielsweise am 3. September 1813 am Stadttheater Brünn. Dort erhielt sie bei einer Vorstellung von Der Regimentsarzt ihr „zum Besten“ 800 Gulden. In demselben Jahr sang sie in Brünn in Gyrowetz' Agnes Sorel und Der Augenarzt sowie in Mozarts Don Juan. Im Sommer 1814 sang sie in Brünn innerhalb von siebzehn Tagen in sieben Vorstellungen fünf verschiedene Rollen: die Agnes in Agnes Sorel, die Julie in Mädchentreue, die Emmeline in Die Schweizer Familie, die Prinzessin von Navarra in Johann von Paris und die Marie in Der Augenarzt.

### Kurzer Versuch, als Schauspielerin auf der Bühne zu bestehen
Antonia Lauchers Versuch, nach ihrer 1821 beendeten Karriere als Sängerin auch als Schauspielerin bestehen zu können, war nicht erfolgreich. Lediglich im Oktober 1822 trat sie im Theater nächst der k. k. Burg in August Wilhelm Ifflands Elise von Valberg und Der Hausfriede auf sowie im November 1822 als Jenny im gleichnamigen Drama nach Benoît Pelletier-Volméranges in Franz August von Kurländers Bearbeitung und im Theater an der Wien im Lustspiel Der Freund in der Not von Adolf Bäuerle. Darüber wurde in der örtlichen Presse freundlich und zurückhaltend kritisch berichtet. Doch bereits in der Wiederholung von Elise von Valberg am 7. Dezember 1822 wurde sie nicht mehr eingesetzt. Aus der Zeit danach sind außer einigen Gastspielen in Graz keine weiteren künstlerischen Tätigkeiten bekannt.